# Бёрч, Уильям
Уильям Бёрч (англ. William Russell Birch; 1755—1834) — американский художник-миниатюрист и гравёр британского происхождения.

## Биография

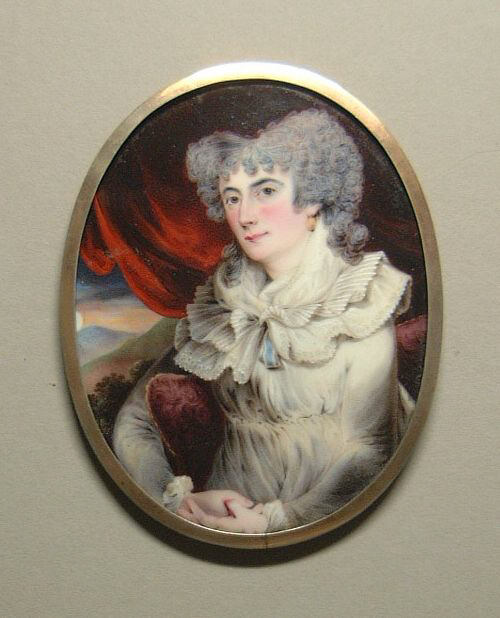
Портрет Mrs. William Bingham (Anne Willing)

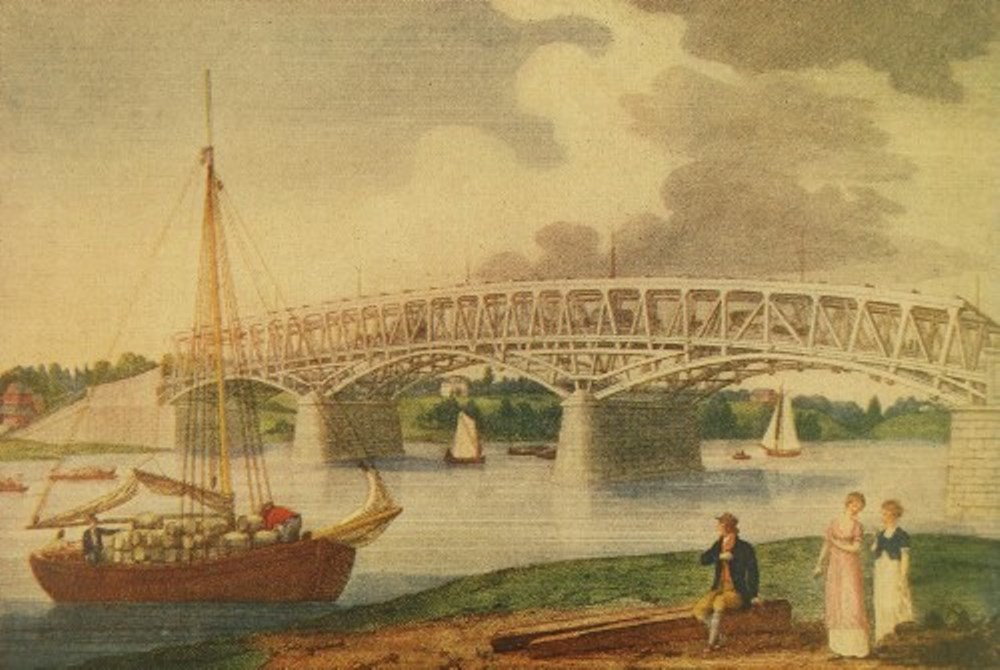
Картина High Street Bridge, before the bridge was covered

Родился 9 апреля 1755 года в английском графстве Уорикшир в семье Томаса Бёрча (Thomas Birch) и его жены Энн Бёрч, урождённой Рассел.
Раннее детство он провел в городе Уорике. Был учеником ювелира Томаса Джеффриса и художника сэра Джошуа Рейнольдса. Выставлял портреты, выполненные на эмали, в Королевской академии художеств с 1781 по 1794 год. В 1785 году получил медаль от Королевского общества искусств.
В 1794 году Уильям Бёрч уехал в США и обосновался в Филадельфии. Выполнил портретные эмали многих известных людей, включая копии портретов Джорджа Вашингтона, выполненных Гилбертом Стюартом. 
Его сын Томас тоже стал художником и гравёром.
Умер 7 августа 1834 года в Филадельфии.